# ナターリア・カスペルスキー
ナターリヤ・イヴァーノヴナ・カスペルスカヤ（通称英語表記: Natalya Kaspersky（ナターリア・カスペルスキー）、ロシア語: Наталья Ивановна Касперская、ラテン文字表記: Natalya Ivanovna Kasperskaya、1966年2月5日 - ）は、ロシア出身の女性実業家。コンピュータセキュリティ会社 カスペルスキー・ラボの取締役会会長。

## 経歴・人物
モスクワ出身。1989年にモスクワ電気工業大学 (en, ru) を卒業し、応用数学の学位を取得。卒業後、中央科学設計所に研究助手として勤める。
1994年からKAMI情報技術センターで働き始め、そこでアンチウイルスプロジェクトAVPの経営に携わる。1997年にカスペルスキー・ラボを共同設立し、2000年にAVPはKaspersky Anti-Virusと改称された。2006年10月時点で、同社CEOで前夫でもあるユージン・カスペルスキーとともに会社の約80%を所有している。カスペルスキー・ラボのCEOを務めたが、2007年にユージンがCEOに就任し、ナターリアは取締役会会長に選任された。
彼女は世界中のビジネス開発セミナーやカンファレンスに定期的に参加している。一男一女の母でもある。